# Курелга (приток Ереуза)
Курелга  (Куръелга) — река в России, протекает по территории Оренбургской области.

## География и гидрология
Река Курелга — правобережный приток реки Ереуз, её устье находится в 11 километрах от устья Ереуза. Длина реки — 10 километров. Площадь водосборного бассейна — 27,6 км².

## Данные водного реестра
По данным государственного водного реестра России относится к Нижневолжскому бассейновому округу, водохозяйственный участок реки — Большой Кинель от истока и до устья, без реки Кутулук от истока до Кутулукского гидроузла. Речной бассейн реки — Волга от верхнего Куйбышевского водохранилища до впадения в Каспийское море.
Код объекта в государственном водном реестре — 11010000812112100007794.